# روبي كروفورد
روبي كروفورد (19 مارس 1993 بغرينوك في المملكة المتحدة - ) (بالإنجليزية: Robbie Crawford)‏ هو لاعب كرة قدم بريطاني في مركز الوسط. لعب مع نادي رينجرز ونادي ألوا أثليتيك ونادي غرينوك مورتون.

## وصلات خارجية
- روبي كروفورد على موقع قاعدة بيانات كرة القدم.إي يو (الإنجليزية)
- روبي كروفورد على موقع Soccerbase.com (لاعب) (الإنجليزية)
- روبي كروفورد على موقع Soccerway.com (الإنجليزية)